# Rama-IX.-Brücke
Die Rama-IX.-Brücke (Thai สะพานพระราม 9) ist eine sechsspurige Straßenbrücke über den Mae Nam Chao Phraya (Chao-Phraya-Fluss) in Bangkok, der Hauptstadt von Thailand. Die Brücke verbindet als Teil des Chalerm Maha Nakhon Expressway die Amphoe (Landkreis) Phra Pradaeng in der Provinz Samut Prakan mit dem Khet (Bezirk) Yannawa in Bangkok.
Die Brücke ist nach dem thailändischen König Bhumibol Adulyadej (Rama IX.) benannt und wurde zu dessen 60. Geburtstag am 5. Dezember 1987 eröffnet. Sie war die erste Schrägseilbrücke des Landes und hatte bei ihrer Eröffnung die zweitlängste Spannweite aller Schrägseilbrücken weltweit. Sie hat 2013 immer noch die größte Spannweite aller Schrägseilbrücken mit mittig angeordneten Schrägseilen und Pylonen.
Ursprünglich war das Farbschema schwarz-weiß (Pylonen-Seile). Seit 2006 ist die Brücke gelb angestrichen, also in der Farbe des Königshauses.

## Beschreibung
Die Rama-IX.-Brücke wurde zwischen dem 1. Oktober 1984 und dem Oktober 1987 im Rahmen des dritten Arms des Chaloem Maha Nakhon Expressway gebaut. Sie ist Teil eines insgesamt etwa 2,7 km langen Brückenbauwerks, dessen lang ansteigende Rampenbrücken den Expressway auf die Höhe der Brücke bringen, für die eine lichte Höhe von 41 m gefordert war, um die Schifffahrt passieren zu lassen.
Die eigentliche Schrägseilbrücke hat zwischen den Übergangskonstruktionen zu den Rampenbrücken eine Länge von 781,20 m. Ihr 33 m breites Brückendeck besteht aus seinem stählernen Hohlkasten mit einer orthotropen Platte und einer Bauhöhe von 4 m.
Die Hauptöffnung der Brücke zwischen den am Ufer stehenden Pylonen hat eine Spannweite von 450 m. Daran schließen sich beidseits Brückenfelder mit Spannweiten von 61,20 m, 57,60 m und 46,80 m an. Die Brückenfelder lagern auf breiten Stahlbetonpfeilern. Über der Hauptöffnung wird das Brückendeck von mittig angeordneten Schrägseilen getragen, die harfenförmig an zwei Pylonen in Form von stählernen senkrechten Stielen mit rechtwinkligem Querschnitt verankert sind, die in der Mitte der beiden Richtungsfahrbahnen auf den Betonpfeilern stehen. Die Pylone haben eine Höhe von 87 m.
Die Rama-IX.-Brücke wurde von Hellmut Homberg entworfen. Mit ihrer Vielseil-Schrägabspannung in einer Ebene in der Mittelachse ähnelt ihre Konzeption derjenigen der Anfang der 1960er Jahre von ihm entworfenen Friedrich-Ebert-Brücke (Rheinbrücke Bonn-Nord). Die Detailplanung erfolgte durch das britische Ingenieurbüro Peter Fraenkel & Partners Ltd. Auf der Baustelle war Antony Freeman als Resident Engineer (in etwa: Bauoberleiter) tätig, der Sohn des renommierten Brückenbauingenieurs Sir Ralph Freeman.